# Damian Tyczyński
Damian Tyczyński (ur. 21 stycznia 2000 w Krynicy-Zdroju) – polski hokeista, reprezentant Polski.
Syn Roberta (ur. 1974), także hokeisty.

## Kariera
- KTH Krynica do lat 14 (2013/2014)
- HK Spišská Nová Ves do lat 18 (2016-2017)
- HK Spišská Nová Ves 20 (2017-2018)
- HK Poprad do lat 20 (2018-2019)
- PZHL Katowice do lat 23 (2018/2019, 2019/2020)
- Zagłębie Sosnowiec (2019-2020)
- Zagłębie Sosnowiec do lat 20 (2019/2020)
- UKS Zagłębie Sosnowiec (2019/2020)
- HK Spišská Nová Ves (2020-2022)
- HK Martin (2022-2023)
- Zagłębie Sosnowiec (2023-2025)

Wychowanek klubu w rodzinnej Krynicy. Karierę rozwijał w słowackich klubach HK Spišská Nová Ves i HK Poprad, grając w ich zespołach juniorskich. W lipcu 2020 przedłużył kontrakt z seniorskim zespołem HK Spišská Nová Ves, grającym w 1. lidze słowackiej. W połowie 2022 przeszedł do HK Martin. Od lipca 2023 ponownie zawodnik Zagłębia Sosnowiec. Po sezonie 2024/2025 jego kontrakt z tym klubem został rozwiązany.
W barwach reprezentacji Polski do lat 18 uczestniczył w turniejach mistrzostw świata juniorów do lat 18 edycji 2017 (Dywizja IB), 2018 (Dywizja IIA). W barwach reprezentacji Polski do lat 20 uczestniczył w turnieju mistrzostw świata juniorów do lat 20 edycji 2019, 2020 (Dywizja IB). Został zawodnikiem reprezentacji seniorskiej.

## Osiągnięcia
Klubowe
- Złoty medal 1. ligi: 2021 z HK Spišská Nová Ves[6]

Indywidualne
- Mistrzostwa świata do lat 18 w hokeju na lodzie mężczyzn 2017/I Dywizja#Grupa B:
  - Pierwsze miejsce w klasyfikacji minut kar w turnieju: 29 minut[7] minut
- Mistrzostwa świata do lat 18 w hokeju na lodzie mężczyzn 2018/II Dywizja#Grupa A:
  - Trzecie miejsce w klasyfikacji strzelców turnieju: 5 goli[8]
  - Pierwsze miejsce w klasyfikacji asystentów turnieju: 7 asyst[9]
  - Pierwsze miejsce w klasyfikacji kanadyjskiej turnieju: 12 punktów[10]
  - Piąte miejsce w klasyfikacji +/- turnieju: +10[11]
  - Trzecie miejsce w klasyfikacji skuteczności wygrywanych wznowień w turnieju: 62,32%[12]
  - Najlepszy zawodnik reprezentacji Polski w turnieju[13]
- Mistrzostwa Świata Juniorów w Hokeju na Lodzie 2019/I Dywizja#Grupa B:
  - Pierwsze miejsce w klasyfikacji skuteczności wygrywanych wznowień w turnieju: 72,00%[14]
- Liga słowacka do lat 20:
  - Pierwsze miejsce w klasyfikacji asystentów w sezonie zasadniczym: 47 asyst:
  - Pierwsze miejsce w klasyfikacji kanadyjskiej w sezonie zasadniczym: 69 punktów
- Mistrzostwa Świata Juniorów w Hokeju na Lodzie 2020/I Dywizja#Grupa B:
  - Czwarte miejsce w klasyfikacji asystentów turnieju: 5 asyst[15]
  - Siódme miejsce w klasyfikacji skuteczności wygrywanych wznowień w turnieju: 54,55%[16]
- 1. liga słowacka 2020/2021:
  - Zwycięski gol w czwartym meczu (1:0) finału HK Spišská Nová Ves – Vlci Žilina (13 kwietnia 2021)[17]